# Вестмор (Вермонт)
Вестмор (англ. Westmore) — місто (англ. town) в США, в окрузі Орлінс штату Вермонт. Населення — 357 осіб (2020).

## Демографія
Згідно з переписом 2010 року, у місті мешкало 350 осіб у 165 домогосподарствах у складі 105 родин. Було 598 помешкань
Расовий склад населення:
| - 98,3 % — білих - 0,6 % — азіатів |

До двох чи більше рас належало 1,1 %. Частка іспаномовних становила 0,0 % від усіх жителів.
За віковим діапазоном населення розподілялося таким чином: 14,3 % — особи молодші 18 років, 62,6 % — особи у віці 18—64 років, 23,1 % — особи у віці 65 років та старші. Медіана віку мешканця становила 53,1 року. На 100 осіб жіночої статі у місті припадало 103,5 чоловіків;  на 100 жінок у віці від 18 років та старших — 108,3 чоловіків також старших 18 років.
Середній дохід на одне домашнє господарство  становив 63 415 доларів США (медіана — 45 000), а середній дохід на одну сім'ю — 64 082 долари (медіана — 52 656). Медіана доходів становила 32 500 доларів для чоловіків та 51 625 доларів для жінок. За межею бідності перебувало 20,8 % осіб, у тому числі 50,9 % дітей у віці до 18 років та 14,0 % осіб у віці 65 років та старших.
Цивільне працевлаштоване населення становило 116 осіб. Основні галузі зайнятості: освіта, охорона здоров'я та соціальна допомога — 25,9 %, публічна адміністрація — 14,7 %, науковці, спеціалісти, менеджери — 12,9 %, сільське господарство, лісництво, риболовля — 12,1 %.